# Bernd Biedermann
Bernd Biedermann (* 1942; † 21. März 2023 in Berlin) war ein Oberst der Nationalen Volksarmee (NVA) und Fachbuchautor. In den 1980er Jahren war er Militärattaché an den Botschaften der Deutschen Demokratischen Republik in Belgien und in Luxemburg.

## Leben
Bernd Biedermann verlebte seine Kindheit in Berlin und machte hier im Jahr 1960 sein Abitur. Danach trat er als Freiwilliger in die NVA ein und entschied sich schließlich für eine militärische Laufbahn als Berufssoldat. In Geltow bei Potsdam besuchte er die Flak-Artillerie-Schule, die er 1962 als Offizier verließ. Es folgten vier Jahre im Diensthabenden System der Luftverteidigung. Im Zeitraum 1968 bis 1971 studierte Biedermann an der Militärakademie Dresden und schloss sie mit einem Sonderdiplom ab. Die Einrichtung beschäftigte ihn bis zum Jahr 1973 als Lehroffizier. In den folgenden Jahren übernahm Biedermann im Bereich der Nachrichtengewinnung und Aufklärung Aufgaben und machte 1974 ein Praktikum beim Militärattaché in Peking. Nach einem einjährigen Kurs an einer sowjetischen Militärakademie war er im Militärattachédienst der DDR in Brüssel und Luxemburg tätig. In den genannten Jahren wurde er bis zum Oberst befördert.
Nach der deutschen Wiedervereinigung wurde er nach der Evaluation von der Bundeswehr mit seinem bisherigen Dienstgrad Oberst übernommen und diente dort für drei Monate bis zu seiner von ihm beantragten Entlassung Ende 1990. Biedermann war bis zum Jahr 2002 in privaten Kampfmittelräumfirmen tätig.
Bernd Biedermann lebte in Berlin und verfasste Bücher sowie Beiträge für den Rotfuchs.
Nach langer Krankheit starb Bernd Biedermann im März 2023.

## Einsatzbereiche
- 1979 bis 1982: Gehilfe des Militärattachés in China, Sitz in Peking[3]
- 1984 bis 1988: Militärattaché in Belgien und Luxemburg, Sitz in Brüssel[1]

## Schriften (Auswahl)
- 2007: Die Militäraufklärung der NVA – Ehemalige Aufklärer berichten[3]
- 2010: Der Fla-Raketenkomplex S-300PMU in der NVA[1][3]
- 2010: Die Fla-Raketentruppen der Luftverteidigung der DDR[1][3]
- 2010: Frontstadt Berlin – Vom Potsdamer Abkommen bis zum Mauerbau
- 2013: Militärs der DDR im Auslandsstudium[1][3]
- 2014: Krieg am Himmel[1][3]
- 2014: (mit Wolfgang Kerner): Absturz der MH-17. 2014. ISBN 978-3-86933-220-8.[3]
- 2015: Offizier, Diplomat und Aufklärer der NVA, Verlag Dr. Köster, Berlin.
- 2015: Vom Kanonier zum Militärattaché der DDR[4][3]
- 2015: Paraden und Rituale der NVA[3]